# Arquebisbat de Sucre
L'arquebisbat de Sucre (espanyol: Arquidiócesis de Sucre; llatí: Archidioecesis Sucrensis) és una seu de l'Església catòlica. Al 2014 tenia 582.000 batejats d'un total de 664.000 habitants. Actualment està regida pel bisbe Jesús Juárez Párraga, S.D.B.

## Territori
L'arxidiòcesi comprèn el departament bolivià de Chuquisaca, a excepció d'algunes localitats de les províncies d'Hernando Siles i de Luis Calvo, que formen part del vicariat apostòlic de Camiri.
La seu arxiepiscopal és la ciutat de Sucre, on hi ha la catedral de la Mare de Déu de Guadalupe.
El territori s'estén sobre 49.975 km² i està dividit en 44 parròquies, reagrupades en tres zones pastorals: Sucre, Frontera, Cinti.

## Història
La diòcesi de La Plata o Charcas va ser erigida el 27 de juny de 1552, i va prendre territori de la diòcesi de Cusco (avui arxidiòcesi). Originàriament era sufragània de l'arquebisbat de Lima. El primer bisbe va ser fra Tomás de San Martín (entre 1552 i 1554), un dels dominics que acompanyaven Francisco Pizarro.
El 27 de juny de 1561 va cedir una porció del territori per a erigir la diòcesi de Santiago de Xile (avui arxidiòcesi).
El 4 i el 5 de juliol de 1605 va cedir noves porcions de territori a les diòcesis de La Paz i de Santa Cruz de la Sierra (avui ambdues arxidiòcesis).
El 20 de juliol de 1609 va ser elevada al rang d'arxidiòcesi metropolitana. Originàriament la província eclesiàstica comprenia, a més de tota Bolívia, Xile, l'Argentina i Paraguai.
A mitjan segle xvii l'arquebisbe Castilla y Zamora instituí el seminari arxiepiscopal.
L'11 de novembre de 1924 va cedir noves porcions de territori per tal que s'erigissin les diòcesis d'Oruro, de Potosí i de Tarija, assumint el seu nom actual.
Al maig de 1988 rebé la visita del Papa Joan Pau II.

## Arquitectura
Entre els edificis diocesans destaca la catedral de Sucre. La  construcció va començar el 1551 i va durar més d'un segle, de manera que té estil renaixentista i barroc amb influències mestisses. Al segle xix s'hi van afegir les naus laterals, la torre i la portalada plateresca. El 18 de febrer de 1925 va rebre el títol de basílica menor.
Altres temples notables són la basílica de Sant Francesc de Charcas i les esglésies de Sant Felip, Sant Agustí, Sant Domènec, La Mercè, Sant Llorenç i Sant Miquel.

## Cronologia episcopal
- Tomás de San Martín, O.P. † (27 de juny de 1552 - 1559 mort)
  - Hernando Gundisalvo della Cuesta † (27 de juny de 1561 - ?) (bisbe electe)
- Domingo de Santo Tomás, O.P. † (6 de juliol de 1562 - 28 de febrer de 1570 mort)
  - Hernando de Santillán † (17 d'octubre de 1572 - ?) (bisbe electe)
- Alfonso Granero de Ávalos † (9 de gener de 1579 - 1585 mort)
- Alfonso de la Cerda, O.P. † (6 de novembre de 1587 - 25 de juny de 1592 mort)
- Alonso Ramírez Vergara, O.S. † (17 de juny de 1594 - 19 de novembre de 1602 mort)
- Luis López de Solís, O.S.A. † (18 de juliol de 1605 - 5 de juliol de 1606 mort)[1]
  - Diego de Zambrana y Guzmán † (14 de gener de 1608 - ?) (bisbe electe)
- Alonso de Peralta † (14 de gener de 1609 - 1616 mort)
- Jerónimo Tiedra Méndez, O.P. † (14 de novembre de 1616 - 1623 mort)
- Hernando de Arias y Ugarte † (15 d'abril de 1624 - 29 de maig de 1628 nomenat arquebisbe de Lima)
- Francisco Sotomayor, O.F.M. † (5 de juny de 1628 - 5 de febrer de 1630 mort)
- Francisco Vega Borja, O.S.B. † (9 de juliol de 1635 - 23 de juny de 1644 mort)
- Pedro de Oviedo Falconi, O.Cist. † (21 d'agost de 1645 - 13 d'octubre de 1649 mort)
- Juan Alonso y Ocón † (17 de juliol de 1651 - 29 de juny de 1656 mort)
- Gaspar de Villarroel, O.S.A. † (17 de gener de 1659 - 12 d'octubre de 1665 mort)[2]
  - Bernardo de Izaguirre Reyes † (15 de juliol de 1669 - 17 de març de 1670 mort) (arquebisbe electe)
- Melchor Liñán y Cisneros † (8 de febrer de 1672 - 14 de juny de 1677 nomenat arquebisbe de Lima)
- Cristóbal de Castilla y Zamora † (8 de novembre de 1677 - 7 d'octubre de 1683 mort)
- Bartolomé González y Poveda † (9 d'abril de 1685 - 26 de novembre de 1692 mort)
- Juan Queipo de Llano y Valdés † (19 d'abril de 1694 - 1709 mort)
  - Pedro Vázquez de Velasco † (1711, però morí el 1710) (arquebisbe electe pòstum)
- Diego Morcillo Rubio de Suñón de Robledo, O.SS.T. † (21 de març de 1714 - 12 de maig de 1723 nomenat arquebisbe de Lima)
  - Juan de Nicolalde † (12 de maig de 1723 - 14 de maig de 1724 mort) (arquebisbe electe)
- Luis Francisco Romero † (19 de novembre de 1725 - 28 de novembre de 1728 mort)
- Alonso del Pozo y Silva † (24 de juliol de 1730 - abans del 22 de gener de 1742 renuncià)
- Agustín Rodríguez Delgado † (22 de gener de 1742 - 14 de juny de 1746 nomenat arquebisbe de Lima)
  - Salvador Bermúdez y Becerra † (14 de juny de 1746 - 29 de desembre de 1747 mort) (arquebisbe electe)
- Gregorio de Molleda y Clerque † (4 de setembre de 1747 - 1 d'abril de 1756 mort)
  - Bernardo de Arbiza y Ugarte † (23 de maig de 1757, però morí el 20 d'octubre de 1756) (arquebisbe electe pòstum)
- Cayetano Marcellano y Agramont † (13 de març de 1758 - 28 d'agost de 1760 mort)
- Pedro Miguel Argandoña Pastene Salazar † (25 de gener de 1762 - 11 d'agost de 1775 mort)
- Francisco Ramón Herboso y Figueroa, O.P. † (16 de setembre de 1776 - 29 d'abril de 1782 mort)
- José Campos Julián, O.C.D. † (20 de setembre de 1784 - 25 de març de 1804 mort)
- Benet Maria de Moixó i de Francolí, O.S.B. † (26 de juny de 1805 - 11 d'abril de 1816 mort)
- Diego Antonio Navarro Martín de Villodres † (16 de març de 1818 - 1827 mort)
  - Sede vacante (1827-1835)
- José María Mendizábal † (24 de juliol de 1835 - setembre de 1846 mort)
  - Sede vacante (1846-1855)
- Manuel Ángel del Prado Cárdenas † (28 de setembre de 1855 - setembre de 1858 mort)
- Pedro José Puch y Solona † (23 de desembre de 1861 - 25 de novembre de 1885 mort)
- Pedro José Cayetano de la Llosa, C.O. † (14 de novembre de 1887 - 2 d'agost de 1897 mort)
- Miguel de los Santos Taborga † (1 de març de 1898 - 30 d'abril de 1906 mort)
- Sebastiano Francisco Pifferi, O.F.M. † (30 d'abril de 1906 - 4 de febrer de 1912 mort)
- Victor Arrién (Arrieu) † (13 de gener de 1914 - 14 de desembre de 1922 renuncià)
- Luigi Francesco Pierini, O.F.M. † (31 d'octubre de 1923 - 28 d'octubre de 1939 mort)
- Daniel Rivero Rivero † (3 de febrer de 1940 - 1951 jubilat)
- José Clemente Maurer, C.SS.R. † (27 d'octubre de 1951 - 30 de novembre de 1983 jubilat)
- René Fernández Apaza † (30 de novembre de 1983 - 16 d'abril de 1988 nomenat arquebisbe de Cochabamba)
- Jesús Gervasio Pérez Rodríguez, O.F.M. (6 de novembre de 1989 - 2 de febrer de 2013 jubilat)
- Jesús Juárez Párraga, S.D.B., des del 2 de febrer de 2013

## Estadístiques
El 2014, la diòcesi tenia 582.000 batejats sobre una població de 664.000 persones, equivalent al 87,7% del total.
| any  | població | població | població | sacerdots | sacerdots       | sacerdots       | sacerdots             | diàques | religiosos | religiosos | parroquies |
| ---- | -------- | -------- | -------- | --------- | --------------- | --------------- | --------------------- | ------- | ---------- | ---------- | ---------- |
| any  | batejats | total    | %        | total     | clergat secular | clergat regular | batejats por sacerdot | diàques | homes      | dones      |            |
| 1950 | 370.000  | 390.000  | 94,9     | 66        | 35              | 31              | 5.606                 |         | 58         | 111        | 34         |
| 1966 | 398.000  | 400.000  | 99,5     | 82        | 51              | 31              | 4.853                 |         | 44         | 108        | 41         |
| 1970 | 380.000  | 400.000  | 95,0     | 70        | 39              | 31              | 5.428                 |         | 45         |            | 40         |
| 1976 | 510.000  | 540.000  | 94,4     | 67        | 37              | 30              | 7.611                 |         | 42         | 116        | 42         |
| 1980 | 471.800  | 476.000  | 99,1     | 65        | 35              | 30              | 7.258                 | 1       | 46         | 180        | 43         |
| 1990 | 481.000  | 501.000  | 96,0     | 69        | 44              | 25              | 6.971                 |         | 35         | 185        | 43         |
| 1999 | 447.892  | 479.892  | 93,3     | 58        | 31              | 27              | 7.722                 |         | 41         | 228        | 43         |
| 2000 | 480.379  | 512.379  | 93,8     | 67        | 42              | 25              | 7.169                 |         | 37         | 245        | 44         |
| 2001 | 493.875  | 522.431  | 94,5     | 74        | 51              | 23              | 6.673                 |         | 35         | 247        | 44         |
| 2002 | 481.807  | 531.522  | 90,6     | 80        | 57              | 23              | 6.022                 |         | 34         | 244        | 44         |
| 2003 | 486.012  | 546.130  | 89,0     | 86        | 63              | 23              | 5.651                 | 1       | 33         | 246        | 44         |
| 2004 | 473.967  | 552.619  | 85,8     | 83        | 59              | 24              | 5.710                 | 1       | 39         | 257        | 44         |
| 2010 | 542.000  | 618.000  | 87,7     | 91        | 67              | 24              | 5.956                 | 1       | 46         | 205        | 45         |
| 2014 | 582.000  | 664.000  | 87,7     | 94        | 78              | 16              | 6.191                 |         | 31         | 182        | 44         |